# Cifră cetanică
Cifra cetanică (CC) caracterizează ușurința la autoaprindere a combustibilului pentru motoare cu aprindere prin comprimare. Este unul dintre principalii indicatori care caracterizează calitatea unui combustibil pentru motoarele diesel.

## Definiție
Cifra cetanică a unui combustibil se definește prin compararea comportării combustibilului cu cea a unui amestec etalon, format din hidrocarburi cu calități de autoaprindere opuse. Drept hidrocarbură care se aprinde ușor, adică are rezistență la autoaprindere mică, se folosește cetanul (C16H34 ), căruia i se atribuie, în mod convențional cifra cetanică CC = 100. Drept hidrocarbură care se aprinde greu, adică are rezistență la autoaprindere mare, se folosește α-metil-naftalina (C10H7CH3 ), căruia i se atribuie, în mod convențional cifra cetanică CC = 0. Cifra cetanică este definită de procentul de cetan în volumul amestecului etalon.

## Metode de încercare
Comparația dintre comportarea combustibilului a cărui cifră cetanică se determină și a amestecului etalon se face pe un motor special, CFR, al Comitetului Cooperativ pentru Cercetarea Combustibililor (engleză Cooperative Fuel Research Committee), care permite realizarea unui raport de comprimare variabil, în condiții standard, stabilite de Asociația Americană de Încercări și Materiale (engleză American Society for Testing and Materials) (ASTM). Există două metode de comparare: cea a raportului critic și cea a întârzierii la autoaprindere.
La determinarea cifrei cetanice prin metoda raportului critic, raportul de comprimare al motorului este micșorat până nu mai apare autoaprinderea. Determinările se fac și cu două amestecuri etalon la care autoaprinderea nu mai apare la două raporturi de comprimare care încadrează rezultatul obținut pentru combustibilul măsurat, cifra cetanică exactă rezultând prin interpolare liniară între valorile date de amestecurile etalon.

## Valori tipice
Motoarele diesel merg bine cu motorină cu CC între 40 și 55. O cifră cetanică mai mare înseamnă o autoaprindere mai rapidă, ceea ce permite sau realizarea unor motoare cu turații mai mari, sau, la aceeași turație, oferă mai mult tip pentru completarea arderii, rezultând emisii de  noxe mai mici. Pentru CC mai mari de 55 aceste aspecte se plafonează.
În Europa, cifra cetanică a fost fixată la minimum 38 în 1994 și minimum 40 în 2000. Actual, standardul pentru combustibilii diesel în UE, Islanda, Norvegia și Elveția este EN 590, care prevede o CC de minimum 51.